# Passionsfenster (Pont-Croix)

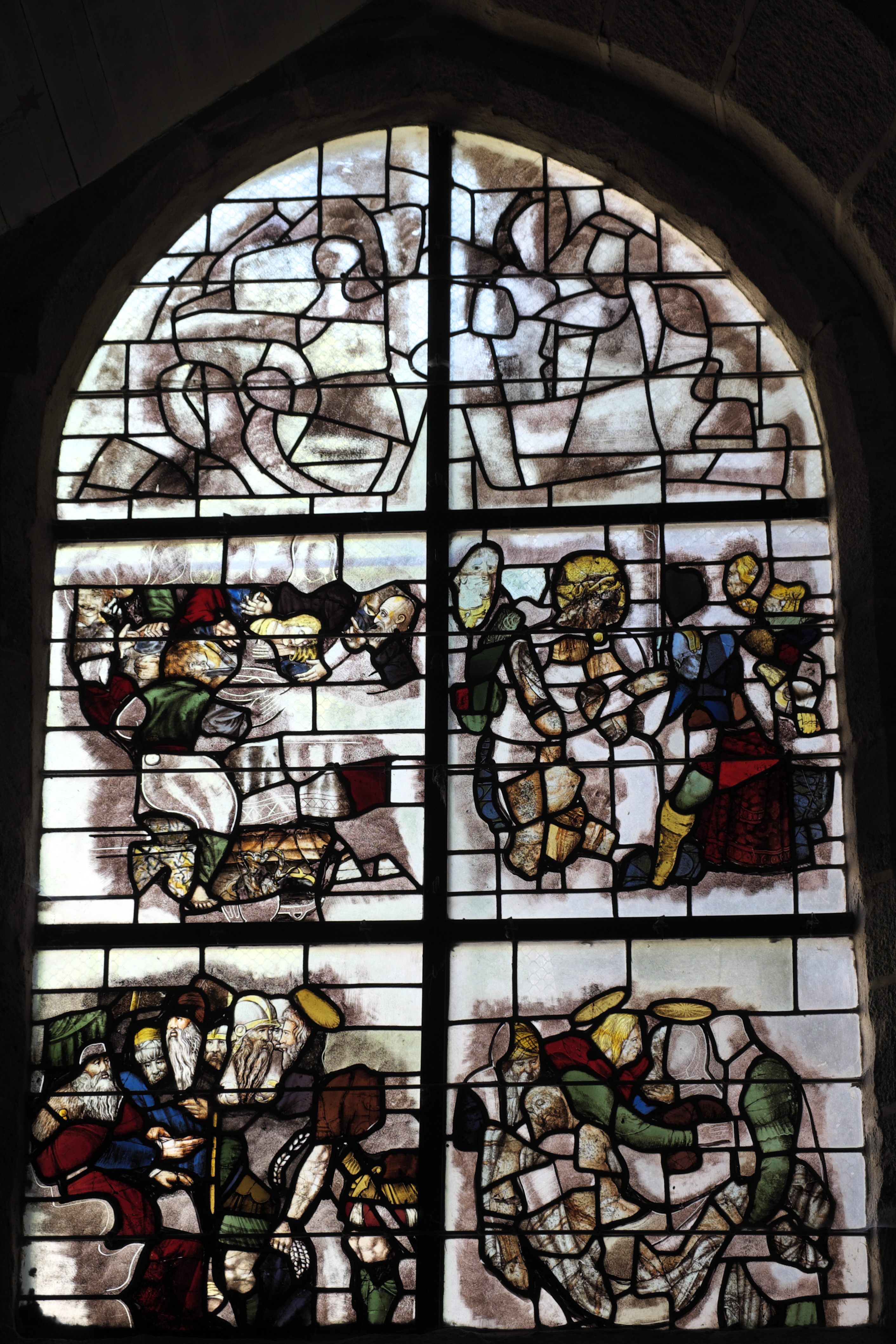
Passionsfenster in Pont-Croix

Das Passionsfenster in der katholischen Pfarrkirche Notre-Dame-de-Roscudon in Pont-Croix, einer französischen Gemeinde im Département Finistère in der Region Bretagne, wurde im letzten Viertel des 16. Jahrhunderts geschaffen. Das Bleiglasfenster wurde 1862 als Monument historique in die Liste der Baudenkmäler in Frankreich aufgenommen.
Das Fenster im Chor stammt von einer unbekannten Werkstatt. Es ist nur noch als Fragment erhalten. Im Jahr 1900 wurden die erhaltenen Teil vom Atelier Le Bihan restauriert und mit weißem Glas umgeben. Links oben ist das Abendmahl Jesu, rechts daneben Ecce homo dargestellt. Darunter ist rechts die Grablegung und daneben eine nicht identifizierbare Personengruppe zu sehen.